# Честолюбний (фільм)
Честолюбний (англ. Flying High) — американський комедійний мюзикл режисера Чарльза Райснера 1931 року.

## У ролях
- Берт Лар — Расті
- Шарлотта Грінвуд — Пенсі
- Пет О'Брайен — Спорт
- Кетрін Кроуфорд — Ейлін
- Чарльз Віннінгер — доктор Браун
- Гедда Гоппер — місіс Сміт
- Гай Кіббі — містер Сміт

## Пісні
Слова Дороті Філдс, музика Джиммі Макг'ю:
- «I'll Make a Happy Landing»
- «It'll Be the First Time for Me»
- «We'll Dance Until the Dawn»